# Problèmes de Cousin
En mathématiques, les problèmes de Cousin sont deux questions d'analyse complexe à plusieurs variables, concernant l'existence de fonctions méromorphes globales étant donné des expressions locales. Ils ont été introduits dans des cas particuliers par Pierre Cousin en 1895. Ils sont maintenant posés et résolus, pour toute variété complexe M, en termes de conditions sur M.
Pour les deux problèmes, on se donne un recouvrement ouvert de M par des ensembles Ui, ainsi qu'une fonction méromorphe fi sur chaque Ui.

## Premier problème de Cousin
On suppose que chaque différence {\displaystyle f_{i}-f_{j}} est une fonction holomorphe, là où elle est définie, c'est-à-dire sur l'intersection de Ui et Uj. Existe-t-il une fonction méromorphe f sur M telle que {\textstyle f-f_{i}} est holomorphe sur Ui ? En d’autres termes, f partage-t-elle le comportement singulier de la fonction locale donnée ? La condition donnée sur les {\displaystyle f_{i}-f_{j}} est nécessaire ; le problème revient donc à se demander si c'est suffisant. Le cas d'une variable est le théorème de Mittag-Leffler, lorsque M est un ouvert du plan complexe. La théorie des surfaces de Riemann montre qu'une certaine restriction sur M sera nécessaire. Le problème peut toujours être résolu sur une variété de Stein. 
Le premier problème Cousin admet une interprétation en termes de cohomologie de faisceau. Soit K le faisceau des fonctions méromorphes et O le faisceau des fonctions holomorphes sur M. Une section globale {\displaystyle f} de K passe à une section globale {\displaystyle \phi (f)} du faisceau quotient K/O. La question inverse est le premier problème de Cousin : étant donné une section globale de K/O, existe-t-il une section globale de K dont elle est l'image ? Le problème est donc de caractériser l'image de l'application
{\displaystyle H^{0}(M,\mathbf {K} )\,\xrightarrow {\phi } \,H^{0}(M,\mathbf {K} /\mathbf {O} ).}
Par la suite exacte de cohomologie,
{\displaystyle H^{0}(M,\mathbf {K} )\,\xrightarrow {\phi } \,H^{0}(M,\mathbf {K} /\mathbf {O} )\to H^{1}(M,\mathbf {O} )}
le premier problème de Cousin admet une solution à condition que le premier groupe de cohomologie H1(M, O) s'annule. En particulier, d'après le théorème de Cartan B, le problème de Cousin est toujours résoluble si M est une variété de Stein.

## Second problème de Cousin
On suppose que chaque quotient {\displaystyle f_{i}/f_{j}} est une fonction holomorphe ne s'annulant pas sur l'intersection de Ui et Uj. Existe-t-il une fonction méromorphe f sur M telle que chaque quotient {\displaystyle f/f_{i}} soit holomorphe et ne s'annule pas ? Le deuxième problème de Cousin est une généralisation multidimensionnelle du théorème de Weierstrass sur l'existence de fonctions holomorphes d'une variable complexe avec zéros prescrits.
L'attaque de ce problème au moyen du logarithme, pour le réduire au problème additif, se heurte à un obstacle sous la forme de la première classe de Chern. En termes de théorie des faisceaux, on considère {\displaystyle \mathbf {O} ^{*}} le faisceau des fonctions holomorphes qui ne s'annulent pas, et {\displaystyle \mathbf {K} ^{*}} le faisceau de fonctions méromorphes qui ne sont pas identiquement nulles. Ce sont alors tous deux des faisceaux en groupes abéliens, et le faisceau quotient {\displaystyle \mathbf {K} ^{*}/\mathbf {O} ^{*}} est bien défini. Le problème multiplicatif de Cousin cherche alors à identifier l'image de l'application quotient {\displaystyle \phi }
{\displaystyle H^{0}(M,\mathbf {K} ^{*}){\xrightarrow {\phi }}H^{0}(M,\mathbf {K} ^{*}/\mathbf {O} ^{*})}.
La suite exacte longue de cohomologie associée est
{\displaystyle H^{0}(M,\mathbf {K} ^{*}){\xrightarrow {\phi }}H^{0}(M,\mathbf {K} ^{*}/\mathbf {O} ^{*})\to H^{1}(M,\mathbf {O} ^{*})}
donc le deuxième problème de Cousin peut être résolu à condition que {\displaystyle H^{1}(M,\mathbf {O} ^{*})=0.} Le faisceau quotient {\displaystyle \mathbf {K} ^{*}/\mathbf {O} ^{*}} est le faisceau de germes des diviseurs de Cartier sur M. La question de savoir si chaque section globale est générée par une fonction méromorphe équivaut donc à déterminer si chaque fibré de droites sur M est trivial.
Le groupe de cohomologie {\displaystyle H^{1}(M,\mathbf {O} ^{*}),} pour la structure multiplicative sur {\displaystyle \mathbf {O} ^{*}} peut être comparé au groupe de cohomologie {\displaystyle H^{1}(M,\mathbf {O} )} avec sa structure additive en prenant un logarithme. Autrement dit, il existe une séquence exacte de faisceaux
{\displaystyle 0\to 2\pi i\mathbb {Z} \to \mathbf {O} \xrightarrow {\exp } \mathbf {O} ^{*}\to 0}
où le faisceau de gauche est localement constant de fibre {\displaystyle 2\pi i\mathbb {Z} }. L'obstacle à la définition d'un logarithme au niveau de H 1 réside dans {\displaystyle H^{2}(M,\mathbb {Z} )}, à partir de la suite exacte longue
{\displaystyle H^{1}(M,\mathbf {O} )\to H^{1}(M,\mathbf {O} ^{*})\to 2\pi iH^{2}(M,\mathbb {Z} )\to H^{2}(M,\mathbf {O} )}.
Lorsque M est une variété de Stein, la flèche du milieu est un isomorphisme car {\displaystyle H^{q}(M,\mathbf {O} )=0} pour {\displaystyle q>0} de sorte qu'une condition nécessaire et suffisante dans ce cas pour que le deuxième problème de Cousin soit toujours soluble est que {\displaystyle H^{2}(M,\mathbb {Z} )=0}.